# Daisuke Gōri
Daisuke Gōri (jap. 郷里 大輔, Gōri Daisuke, * 8. Februar 1952; † 17. Januar 2010) war ein japanischer Synchronsprecher, Erzähler und Schauspieler aus Kōtō, Tokyo.

## Leben und Wirken
Gōris eigentlicher Name lautete Yoshio Nagahori (jap. 長堀 芳夫, Nagahori Yoshio).
Bekannt wurde er für seine Rollen in der Dragon-Ball-Serie, der Serie Gundam, in Ninja Scroll, Kunikuman, Patlabor, Tekken und Soulcalibur. Neben seiner Tätigkeit als Filmschauspieler war er als Theaterschauspieler, Synchronsprecher und Sprecher in Videospielen tätig.
Er wurde vor allem vom TV Talent Center Tokyo, der Yoshizawa Theatre School und von Mausu Promotion vertreten, zuletzt von Aoni Production.

## Krankheit und Tod
Nach Angaben von Kollegen wurde bei Gōri wenige Jahre vor seinem Tod Diabetes mellitus diagnostiziert; zusätzlich wurde dadurch sein Sehvermögen mehr und mehr durch eine Netzhautablösung beeinträchtigt. Er klagte über massive Sehstörungen und die Unfähigkeit, das Manuskript zu lesen. Während der Aufnahmen zu Anpanman Ende 2009 zeigte er Anzeichen einer Depression.
Gōri starb am 17. Januar 2010, drei Wochen vor seinem 58. Geburtstag. Sein Tod wurde als Suizid eingestuft. Seine laufenden Rollen wurden durch Ryūzaburō Ōtomo, Unshō Ishizuka und andere ersetzt.

## Filmografie (Auswahl)
TV-Animation
- 1973: Cutie Honey (Erzähler)
- 1979: Kidō Senshi Gundam (Dozle Zabi)
- 1980: Ashita no Joe 2 (Kichi Chinpira)
- 1980: Die wunderbare Reise des kleinen Nils Holgersson mit den Wildgänsen (Gachō #B)
- 1982: Ginga Reppū Baxinger (Igo Mokkosu)
- 1982: Gyakuten! Ippatsuman (Koizō Higeno, Yakan)
- 1982: Lucy in Australien (Heracles, Max)
- 1983: Kikō Sōseiki Mospeada (Zugführer)
- 1984: Fist of the North Star (Diamond (Ep. 3), Southern-Cross-Leiter (Ep. 21), Goerz (Ep. 33), Uighur (Ep. 37–42), Cassandra-Gefangener (Ep. 43), Bull (Ep. 59), Daruka (Ep. 89))
- 1985: Die kleine Prinzessin Sara (James)
- 1985: Doraemon (Captain)
- 1986: Dragon Ball (Umigame, Gyū-Maō, Colonel Yellow, Cymbal, Drum, Yaochun, Inoshikachō, Gora, Spectator, weitere Stimmen)
- 1986: Ginga: Nagareboshi Gin (Moss der Mastiff)
- 1986: Saint Seiya (Heracles Seiza no Algethi)
- 1987: Doraemon (Gians Vater)
- 1989: Das Dschungelbuch – Die Serie (Hathi)
- 1989: Kidō Keisatsu Patlabor (Hiromi Yamazaki)
- 1992: Crayon Shin-Chan (Chief, Dondon, Angestellter)
- 1995: Slayers (Ruby Eye Shabranigdo)
- 1996: Dragon Ball GT (Umigame, Mister Satan, König Enma, Black Smoke Dragon, Shenron)
- 1996: GeGeGe no Kitarō (Shu no Bon, Kaminari, Yunyū Michi, Jami (Ep. 54), Yokoshima Miiru)
- 1996: Kaito St. Tail (Kuroda (Ep. 22))
- 1996: Detektiv Conan (Jūsan Tonoyama)
- 1998: Cowboy Bebop (Fatty River)
- 1998: Trigun (Descartes)
- 1999: Great Teacher Onizuka (Kantoku Hakutaku)
- 2001: Final Fantasy: Unlimited (Fungus)
- 2001: One Piece (Dorry)
- 2002: Ghost in the Shell: Stand Alone Complex (Marco Amoretti)
- 2003: Full Metal Panic? Fumoffu (Yasa Gōda)
- 2003: Fullmetal Alchemist (Dominic LeCoulte)
- 2003: Inu Yasha (Kyōkotsu)
- 2003: One Piece (Rockstar)
- 2004: Paranoia Agent (Junji Handa)
- 2004: Samurai Champloo (Matsunosuke Shibui)
- 2005: Yakitate!! Japan (Ortega (Ep. 29))
- 2006: Gin Tama (Inoue der Yakuza-Boss)
- 2006: Inukami! (Great Fox Spirit (Seal))
- 2006: Ouran High School Host Club (Mitsukunis Vater)
- 2007: Dennō Coil (Daichis Vater)
- 2007: GeGeGe no Kitarō (König Enma)
- 2007: Kekkaishi (Rō Ōgiichi)
- 2007 Sgt. Frog (Eddy Honda)
- 2007: Soreike! Anpanman (Kazekonkon)
- 2008: Doraemon (Gebaruto)
- 2009: Dragon Ball Kai (Gyū-Maō, König Enma, Porunga)
- 2009: Kiddy Grade (Bajil)

Original Video Animation
- Ninja Ryūkenden (Jeffrey Hammond)
- Ushio to Tora (Asakos Vater)

Videospiele
- 1996: Tobal No. 1 (Goga)[6]
- 1997: Star Fox 64 (General Pepper, Andross, Pigma Dengar, weitere)
- 1999: Dead or Alive 2 (Bass Armstrong)
- 2001: Metal Gear Solid 2: Sons of Liberty (Scott Dolph)
- 2004: Xenosaga Episode II (Boss)[6]
- 2006: Final Fantasy XII (Gilgamesh)

Synchronisation – Realfilm
- Zurück in die Zukunft (TV-Asahi-Version) (Pa Peabody)
- Auf dem Highway ist wieder die Hölle los (Arnold)
- CHiPs (Officer Gene Fritz)
- Das Boot (Fuji-TV-Version) (Ario)
- Stirb langsam (TV-Asahi-Version) (James)
- Stirb langsam 2 (Fuji-TV-Version) (Major Grant)
- Dr. Dolittle 2 (TV-Asahi-Version) (Joe Potter)
- Ghostbusters II (TV-Asahi-Version) (Vigo)
- Die Goonies (TV-Version) (Sloth Fratelli, Polizist)
- In the Line of Fire – Die zweite Chance (TV-Version) (Matt Wilder)
- Brennpunkt L.A. – Die Profis sind zurück (TV-Asahi-Version) (Tyrone)
- Power Rangers – Der Film (Lord Zedd)
- Die Mumie kehrt zurück (TV-Asahi-Version) (Skorpionkönig)
- Auf brennendem Eis (Otto)
- Predator 2 (Predator)
- Rocky III – Das Auge des Tigers (DVD-Version) (Thunderlips)
- Small Soldiers (VHS- und Fernseheditionen) (Brick Bazooka)
- Dirty Harry kommt zurück (Horace King)
- Transformers – Die Rache (Soundwave)
- Woodoo – Die Schreckensinsel der Zombies (Bryan Curt)

Synchronisation – Animation
- Das große Krabbeln (Dim der Riesenkäfer)
- Bärenbrüder (Tug)
- Findet Nemo (Bruce der Weiße Hai)
- Der Gigant aus dem All (Gigant)
- Das Dschungelbuch 2 (Baloo)
- Kung Fu Panda (Kommandant Vachir)
- Lilo & Stitch (Cobra Bobo)
- Looney Tunes (Yosemite Sam)
- The Simpsons (Richter Snyder)
- Onkel Remus’ Wunderland (Brumm, der Bär)
- Space Jam (Yosemite Sam)
- Der Schatzplanet (Mr. Arow)
- Thomas, die kleine Lokomotive ((Staffeln 2, 3, 7 und 8) Diesel, Der gehässige Bremswagen, Bulgy und Jem Cole (nur Staffel 3))